# Estadio El Teniente
A chilei Rancaguában található Estadio El Teniente stadion sokoldalúan használható, leginkább labdarúgó mérkőzések rendeznek benne. A stadion átadására 1947-ben került sor. Nézőterének befogadóképessége 2013 előtt 18 000 fő volt, de a 2015-ös Copa América miatt kibővítették. A stadion tényleges használója a helyi O'Higgins Fútbol Club. Az 1962-es labdarúgó-világbajnokság idején itt rendezték a 4. csoport (Magyarország, Argentína, Anglia, Bulgária) selejtező mérkőzéseit.